# Wilhelm Furtwängler
Wilhelm Furtwängler (Berlim, 25 de janeiro de 1886 — Ebersteinburg, 30 de novembro de 1954) foi um maestro e compositor alemão, considerado um dos maiores regentes do século XX. Foi titular da Orquestra Filarmônica de Berlim durante o período nazista da história da Alemanha.

## Biografia
Furtwängler nasceu em Berlim, no seio de uma família importante. Seu pai, Adolf, era um arqueólogo, e sua mãe uma pintora. Passou a maior parte de sua infância em Munique, onde seu pai lecionava na universidade local. Recebeu uma educação musical desde cedo, e desenvolveu logo um amor por Beethoven, compositor com quem ele foi fortemente associado ao longo de sua vida. Embora tenha atingido fama póstuma principalmente por seu trabalho como regente de orquestra, foi também um compositor e via-se acima de tudo como tal; na realidade, teria começado a empunhar a batuta apenas para executar suas próprias obras.
Na altura de sua estreia na regência, com vinte anos, já tinha escrito diversas obras musicais, que não haviam sido particularmente bem recebidas. A falta de segurança financeira na carreira como compositor fez com que passasse a se concentrar na regência. Em seu primeiro concerto regeu a Orquestra Kaim (atual Orquestra Filarmônica de Munique), com quem executou a nona sinfonia de Bruckner. Ocupou cargos posteriores em Munique, Lübeck, Mannheim, Frankfurt e Viena, antes de conquistar um posto na Berlin Staatskapelle, em 1920, e na Leipzig Gewandhaus Orchestra, em 1922, na qual sucedeu a Arthur Nikisch, ao mesmo tempo em que assumiu a prestigiosa Orquestra Filarmônica de Berlim. Tornou-se posteriormente diretor musical da Orquestra Filarmônica de Viena, do Festival de Salzburgo e do Festival de Bayreuth, tido como o cargo mais elevado que um maestro podia ocupar na Alemanha da época.
Furtwängler também apareceu diversas vezes como maestro fora da Alemanha. Fez sua estreia em Londres no ano de 1924, e continuou a tocar lá até 1938, ocasião em que conduziu o ciclo do Anel do Nibelungo, de Wagner. Em 1925 apareceu como regente convidado da Orquestra Filarmônica de Nova York e retornou à cidade nos dois anos seguintes.
No fim da Segunda Guerra Mundial, sob pressão extrema do Partido Nazista, Furtwängler fugiu para a Suíça. Foi durante esse período conturbado que ele compôs aquela que é considerada a sua obra mais significante, a sinfonia n.º 2 em mi menor, na qual havia começando a trabalhar em 1944. Foi executada pela primeira vez em 1948, pela Filarmônica de Berlim, regida por ele próprio, e a sinfonia foi gravada com a mesma orquestra pela Deutsche Grammophon. Sua música seguia a tradição de Anton Bruckner e Gustav Mahler, composta em grande escala para uma grande orquestra, com temas românticos e dramáticos. Outra obra importante sua é a Sinfonie-Konzert (concerto sinfônico) para piano e orquestra, terminada em 1937, ano de sua estreia, e revisado em 1954. Diversos temas dessa obra foram incorporados numa obra inacabada, a Sinfonia n.º 3 em dó sustenido menor. A Sinfonie-Konzert é profundamente trágica e a incorporação de um motivo aparentemente originário da música popular americana, no terceiro movimento, levanta questões interessantes acerca do ponto de vista de Furtwängler sobre o futuro de sua própria cultura (de maneira similar ao tema de "ragtime" no último movimento do segundo concerto para piano de Brahms).
Voltou a apresentar-se e gravar depois do fim da guerra e continuou a ser um maestro popular na Europa, embora sempre tenha permanecido sobre si uma sombra, devido às acusações de envolvimento com o nazismo. Morreu em 1954, em Ebersteinburg (próximo a Baden-Baden; está enterrado no Bergfriedhof de Heidelberg. O décimo aniversário de sua morte foi marcado por um concerto no Royal Albert Hall, em Londres, regido por seu biógrafo, Hans-Hubert Schönzeler.
Apesar de Furtwängler ter ficado famoso por suas performances de Beethoven, Brahms, Bruckner e Wagner, ele foi um entusiasta da música moderna, em especial das obras de Paul Hindemith e Arnold Schoenberg, e regeu a estreia mundial do Quinto concerto para piano de Prokofiev, com o próprio compositor ao piano, em 31 de outubro de 1932, bem como o concerto para orquestra de Béla Bartók.

### Controvérsia relacionada ao Terceiro Reich
A relação de Furtwängler com Adolf Hitler e o Partido Nazista, bem como sua atitude em relação a ambos, é motivo de grande controvérsia. Em 1934 foi proibido de reger a estreia da ópera de Hindemith, Mathis der Maler. Embora algumas fontes digam que Furtwängler teria renunciado ao seu cargo na Ópera de Berlim em protesto, outras dizem que lhe teria sido oferecida, na realidade, a possibilidade de escolher entre renunciar a todos os seus cargos ou ser demitido. Em 1936 tudo indicava que ele seguiria os passos de Erich Kleiber no exílio, quando recebeu o cargo de maestro principal da Orquestra Filarmônica de Nova York, onde seria o sucessor de Arturo Toscanini. De acordo com Harvey Sachs, biógrafo de Toscanini, o célebre maestro italiano teria recomendado Furtwängler para o cargo, numa das poucas vezes em que ele teria manifestado sua admiração por outro regente. Existem especulações sobre qual teria sido a sua resposta, porém um relatório da filial berlinense da Associated Press, possivelmente por ordem de Hermann Göring, afirmou que ele aceitara novamente seu cargo na Ópera de Berlim; isso foi suficiente para alterar as percepções em Nova York a seu respeito e passou a ser visto como um colaborador dos nazistas.
Furtwängler, no entanto, nunca se juntou ao Partido Nazista nem manifestou aprovação dele, assim como o compositor Richard Strauss, que não escondia seu desapreço pelos nazistas. Furtwängler sempre se recusou a fazer a saudação nazista, e existe até mesmo uma filmagem que o mostra virando-se e limpando sua mão com um lenço depois de cumprimentar o chefe de propaganda nazista Joseph Goebbels.

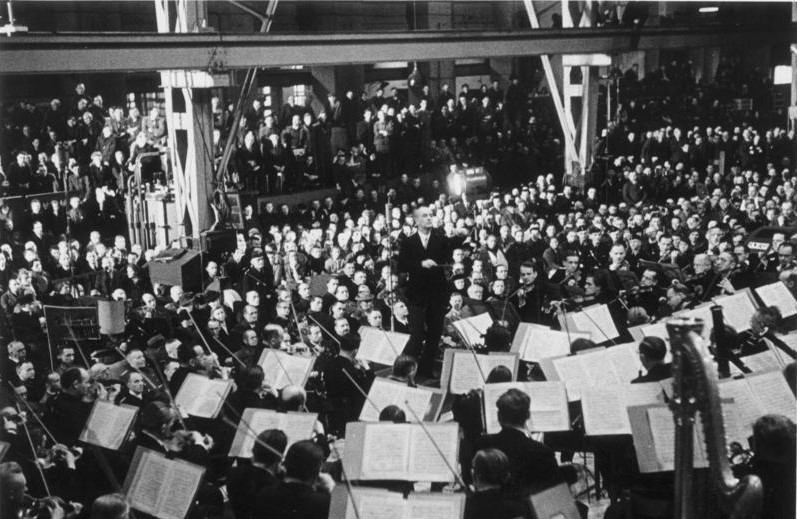
Furtwängler regendo em 1942.

Furtwängler foi tratado relativamente bem pelos nazistas; era uma personalidade de grande destaque e uma importante figura cultural, o que ficava evidente por sua inclusão na Gottbegnadeten List ("Lista de artistas importantes isentos") de setembro de 1944. Por sua vez, Furtwängler regeu diversos concertos para benefício direto dos nazistas; em fevereiro de 1938 regeu a Filarmônica de Berlim num concerto destinado à Juventude Hitlerista, e naquele mesmo ano os Mestres Cantores de Nuremberg, de Wagner, em comemoração ao aniversário de Hitler. Além disso, regeu em Praga, em maio e novembro de 1940 e novamente em março de 1944, um concerto que marcou o quinto aniversário da ocupação alemã da Tchecoslováquia, contrariando a afirmação feita por alguns autores de que ele teria se recusado a reger em países ocupados durante a guerra. Seus concertos frequentemente foram transmitidos para as tropas alemãs, como forma de levantar o seu moral, embora as autoridades impusessem certos limites sobre o que deveria ser executado. Posteriormente afirmou ter tentado proteger a cultura alemã dos nazistas; acredita-se que ele possa ter usado sua influência para ajudar músicos judeus a fugir do Terceiro Reich, embora seus motivos não tenham sido tão nobres quanto os de outros personagens da época, como Oskar Schindler.
Segundo Albert Speer, Furtwängler ter-lhe-ia perguntado, em dezembro de 1944, se a Alemanha tinha alguma chance de vencer a guerra. Speer respondeu negativamente e aconselhou o maestro a se refugiar na Suíça para proteger-se de possíveis vinganças nazistas. Furtwängler de fato escapou para a Suíça pouco tempo depois de um concerto em Viena com a Filarmônica de Viena, em 25 de janeiro de 1945. Nesse concerto regeu uma versão da segunda sinfonia de Brahms que foi gravada e é considerada uma de suas melhores gravações.
Em seu julgamento de desnazificação, Furtwängler foi acusado de apoiar o nazismo ao ter permanecido na Alemanha, apresentando-se em eventos do partido nazista e de fazer um comentário anti-semita contra o regente Victor de Sabata, de sangue judaico. Finalmente, Furtwängler foi inocentado de todas estas acusações.

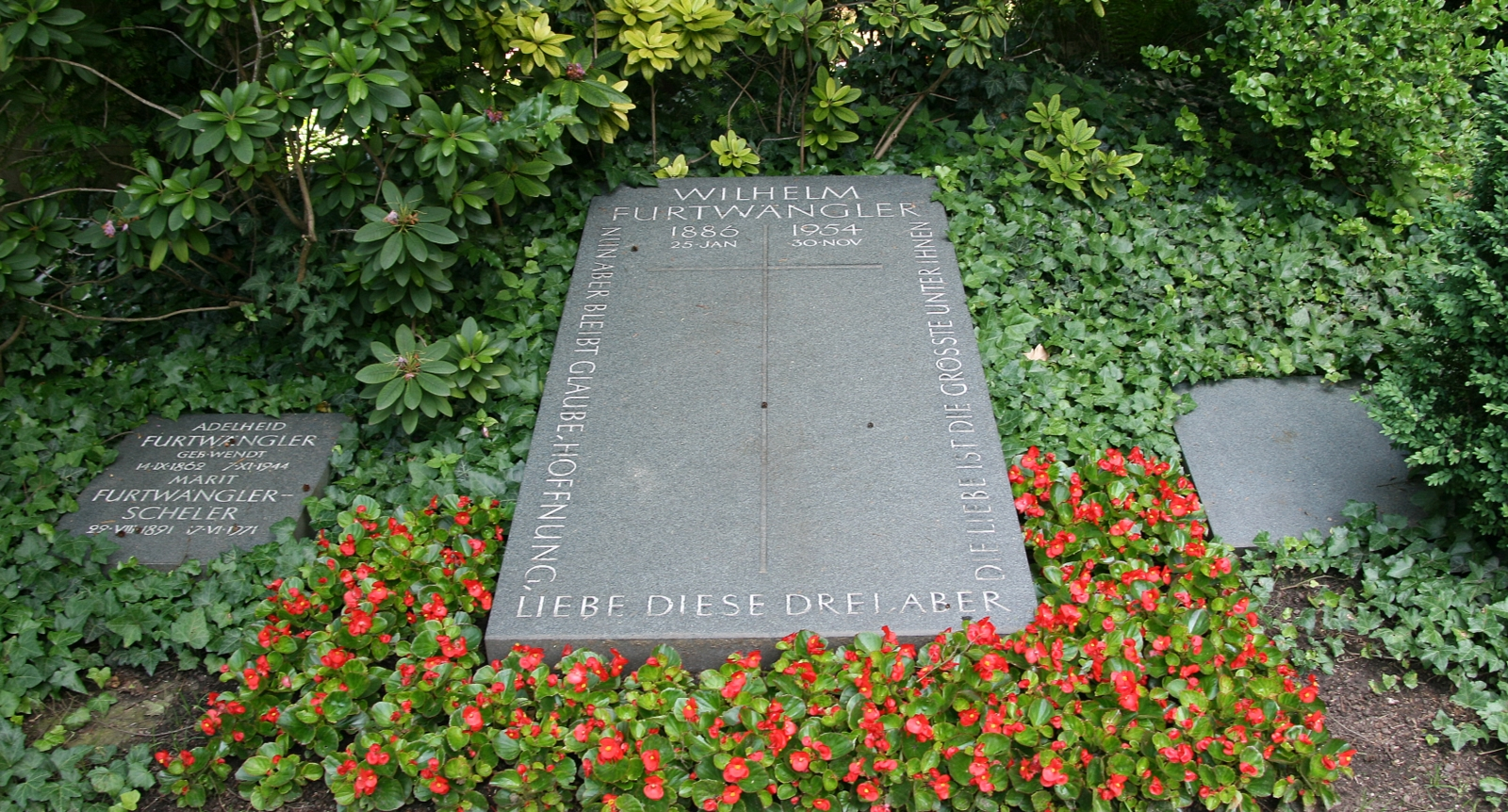
Sepultura no Bergfriedhof, Heidelberg

## Carreira

### Estreias importantes como regente
- Bartók, concerto para piano, com o próprio compositor como solista, Orquestra do Teatro, Frankfurt, 1 de julho de 1927
- Schoenberg, variações para orquestra, op. 31, Orquestra Filarmônica de Berlim, Berlim, 2 de dezembro de 1928
- Hindemith, suíte de Mathis der Maler, Orquestra Filarmônica de Berlim, Berlim, 11 de março de 1934
- Richard Strauss, Últimas Quatro Canções, Kirsten Flagstad como solista, Orquestra Philharmonia, Londres, 22 de maio de 1950

### Como compositor

#### Para orquestra
- Abertura em mi bemol maior, op. 3 (1899)
- Sinfonia em ré maior (1902)
- Sinfonia em si menor (1908; o tema principal desta obra foi usado como o tema principal do 1º movimento da sinfonia n.º 1, no mesmo tom)
- Concerto sinfônico para piano e orquestra (1937, rev. 1954)
- Sinfonia n.º 1 em si menor (1941)
- Sinfonia n.º 2 em mi menor (1947)
- Sinfonia n.º 3 em dó sustenido menor (1954)

#### Música de câmara
- Quinteto para piano (dois violinos, viola, violoncelo e piano) em dó maior (1935)
- Sonata para violino n.º 1 em ré menor (1935)
- Sonata para violino n.º 2 em ré maior (1939)

#### Música coral
- Schwindet ihr dunklen Wölbungen droben (Coro de Espíritos, do Fausto, 1901-1902)
- Religöser Hymnus (1903)
- Te Deum para coro e orquestra (1902-1906, rev. 1909, executado pela primeira vez em 1910)